# Jhansi (Division)
Die Division Jhansi (Hindi झाँसी मंडल Jhānsī Mandal) ist eine Division im indischen Bundesstaat Uttar Pradesh. Der Verwaltungssitz befindet sich in der Stadt Jhansi.

## Distrikte
Die Division Jhansi gliedert sich in drei Distrikte:
| Distrikt | Verwaltungssitz | Fläche in km² | Einwohner (2011) | Ew./km² |
| -------- | --------------- | ------------- | ---------------- | ------- |
| Jhansi   | Jhansi          | 5.024         | 1.998.603        | 398     |
| Jalaun   | Orai            | 4.565         | 1.689.974        | 370     |
| Lalitpur | Lalitpur        | 5.039         | 1.221.592        | 242     |